# حراميات
الحراميات (الاسم العلمي: †Haramiyida) هي رتبة من حيوانات ثديية الشكل منقرضة تتبع أصنوفة الوحشيات الأخرى.

## التصنيف
- الحراماويات
  - نظيرات الحرامية
    - الحرامية

  - جدات الحرامية
    - جدة الحرامية "Haramiyavia"